# Гюнтер Штюрманн
Гюнтер Штюрманн (нім. Günter Stührmann; 11 березня 1922, Бремен — ?) — німецький офіцер-підводник, оберлейтенант-цур-зее крігсмаріне.

## Біографія
1 жовтня 1940 року вступив на флот. З 27 вересня 1941 по 28 березня 1942 року пройшов практику вахтового офіцера на підводних човнах, з 29 березня по 28 вересня — курс підводника, з 29 вересня по 4 листопада — курс командира взводу. З 5 листопада 1942 року — допоміжний, з 29 грудня 1942 року — 2-й, з 16 серпня 1943 року — 1-й вахтовий офіцер на підводному човні U-453, на якому взяв участь у десяти походах, під час яких були потоплені 5 кораблів загальною водотоннажністю 4523 тонни і пошкоджений 1 корабель водотоннажністю 9716 тонн. В квітні 1944 року пройшов курс кермування, з 1 травня по 15 червня — курс командира човна. З 16 червня 1944 року — командир U-904. 4 травня 1945 року наказав затопити човен в рамках операції «Регенбоген». 8 травня 1945 року взятий в полон британськими військами. В серпні 1945 року звільнений.

## Звання
- Кандидат в офіцери (1 жовтня 1940)
- Морський кадет (1941)
- Фенріх-цур-зее (1 серпня 1941)
- Оберфенріх-цур-зее (1 липня 1942)
- Лейтенант-цур-зее (1 січня 1943)
- Оберлейтенант-цур-зее (1 жовтня 1944)

## Нагороди
- Нагрудний знак підводника (7 травня 1943)
- Залізний хрест
  - 2-го класу (7 травня 1943)
  - 1-го класу (грудень 1943)